# Liste der türkischen Botschafter im Iran
Die Liste der türkischen Botschafter im Iran umfasst die osmanischer und türkischen Botschafter in Persien bzw. Iran.

## Missionschefs

### Osmanische Gesandte
| Ernennung Akkreditierung | Name                    | Bemerkungen | ernannt von          | akkreditiert während der Regierung von | Posten verlassen |
| ------------------------ | ----------------------- | ----------- | -------------------- | -------------------------------------- | ---------------- |
| 1835                     | Esad Efendi             |             | Mahmud II.           | Mohammed Schah                         | 1839             |
| 1839                     | Ibrahim Sarim Pasa      |             | Abdülmecid I.        | Mohammed Schah                         |                  |
| 1848                     | Subagzadeh Namik Efendi |             | Abdülmecid I.        | Naser ad-Din Schah                     | 1849             |
| 1851                     | Ahmed Vefik Pasa        |             | Abdülmecid I.        | Naser ad-Din Schah                     | 1855             |
| 1855                     | Haydar Efendi           |             | Abdülmecid I.        | Naser ad-Din Schah                     | 1859             |
| 1859                     | Riza Pasa               |             | Abdülmecid I.        | Naser ad-Din Schah                     |                  |
| 1859                     | Haydar Efendi           |             | Abdülmecid I.        | Naser ad-Din Schah                     | 1865             |
| 1865                     | Riza Efendi             |             | Abdülaziz            | Naser ad-Din Schah                     |                  |
| 1869                     | Hayrullah Efendi        |             | Abdülaziz            | Naser ad-Din Schah                     |                  |
| 1871                     | Esref Pasa              |             | Abdülaziz            | Naser ad-Din Schah                     |                  |
| 1872                     | Münif Bey               |             | Abdülaziz            | Naser ad-Din Schah                     |                  |
| 1877                     | Haydar Efendi           |             | Murad V.             | Naser ad-Din Schah                     |                  |
| 1878                     | Fahri Bey               |             | Murad V.             | Naser ad-Din Schah                     |                  |
| 1885                     | Halid Bey               |             | Murad V.             | Naser ad-Din Schah                     |                  |
| 1892                     | Ali Galib Bey           |             | Murad V.             | Naser ad-Din Schah                     |                  |
| 1894                     | Semsedin Bey            |             | Murad V.             | Naser ad-Din Schah                     |                  |
| 1895                     | Münif Pasa              |             | Murad V.             | Naser ad-Din Schah                     |                  |
| 1897                     | Semseddin Bey           |             | Murad V.             | Mozaffar ad-Din Schah                  |                  |
| 1909                     | Hüseyin Hasib Efendi    |             | Mehmed V.            | Ahmad Schah Kadschar                   | 1. Dez. 1912     |
| 24. Dez. 1912            | Emin Bey                |             | Mehmed V.            | Ahmad Schah Kadschar                   | 15. Juni 1913    |
| 15. Juni 1913            | Semseddin Bey           |             | Mehmed V.            | Ahmad Schah Kadschar                   | 28. Dez. 1913    |
| 2. März 1914             | Asim Bey                |             | Mehmed V.            | Ahmad Schah Kadschar                   | 25. Apr. 1920    |
| 1. Jan. 1921             | Ahmed Resid Bey         |             | Mustafa Fevzi Pascha | Ahmad Schah Kadschar                   |                  |

### Türkische Botschafter
| Ernennung Akkreditierung | Name                       | Bemerkungen | ernannt von           | akkreditiert während der Regierung von | Posten verlassen |
| ------------------------ | -------------------------- | ----------- | --------------------- | -------------------------------------- | ---------------- |
| 7. Feb. 1923             | Muhiddin Pasa              |             | Ali Fethi Bey         | Ahmad Schah Kadschar                   | 3. Okt. 1925     |
| 4. Okt. 1925             | Hasan Vasfi Mentes         |             | Ali Fethi Bey         | Reza Schah Pahlavi                     | 5. Nov. 1925     |
| 6. Nov. 1925             | Memduh Şevket Esendal      |             | Ali Fethi Bey         | Reza Schah Pahlavi                     | 10. Aug. 1926    |
| 11. Aug. 1926            | Vasfi Mentes               |             | Ali Fethi Bey         | Reza Schah Pahlavi                     | 7. Dez. 1927     |
| 8. Aug. 1927             | Vehbi Gizey                |             | Ali Fethi Bey         | Reza Schah Pahlavi                     | 31. Aug. 1930    |
| 1. Okt. 1930             | Husrev R. Gerede           |             | Ali Fethi Bey         | Reza Schah Pahlavi                     | 1. Juli 1934     |
| 11. Juli 1934            | Enis Akaygen               |             | Ali Fethi Bey         | Reza Schah Pahlavi                     | 7. Aug. 1939     |
| 8. Aug. 1939             | Inegöllüoglu Müsfik Selami |             | Refik Saydam          | Reza Schah Pahlavi                     | 30. Sep. 1939    |
| 1. Okt. 1939             | Suad Davaz                 |             | Refik Saydam          | Reza Schah Pahlavi                     | 22. Aug. 1941    |
| 22. Aug. 1941            | Ilhami Uzel                |             | Refik Saydam          | Mohammad Reza Pahlavi                  | 26. Nov. 1941    |
| 27. Nov. 1941            | Cemal Hüsnü Taray          |             | Refik Saydam          | Mohammad Reza Pahlavi                  | 30. Nov. 1944    |
| 30. Nov. 1944            | Cemil Miroglu              |             | Ahmet Fikri Tüzer     | Mohammad Reza Pahlavi                  | 16. Mai 1945     |
| 16. Mai 1945             | Kemal Köprülü              |             | Ahmet Fikri Tüzer     | Mohammad Reza Pahlavi                  | 15. Okt. 1949    |
| 1. Jan. 1949             | Sami Efendi                |             | Şemsettin Günaltay    | Mohammad Reza Pahlavi                  | 1951             |
| 1. Okt. 1949             | Yakup Kadri Karaosmanoğlu  |             | Şemsettin Günaltay    | Mohammad Reza Pahlavi                  | 25. März 1951    |
| 14. Apr. 1951            | Dembel Muammer Hamdi       |             | Adnan Menderes        | Mohammad Reza Pahlavi                  | 27. Juli 1951    |
| 28. Juli 1951            | Ali Türkgeldi              |             | Adnan Menderes        | Mohammad Reza Pahlavi                  | 29. Apr. 1955    |
| 27. Juli 1954            | Orgeneral Izzet Aksalur    |             | Adnan Menderes        | Mohammad Reza Pahlavi                  | 10. Apr. 1960    |
| 29. Apr. 1955            | Tevfik Yavuz Aktulga       |             | Adnan Menderes        | Mohammad Reza Pahlavi                  | 26. Juli 1955    |
| 10. Apr. 1960            | Mahmut S Dikerdem          |             | Cemal Gürsel          | Mohammad Reza Pahlavi                  | 30. Juli 1960    |
| 28. Sep. 1960            | Fuat Bayramoglu            |             | Cemal Gürsel          | Mohammad Reza Pahlavi                  | 8. Aug. 1964     |
| 6. Okt. 1962             | Resad Erhan                |             | Ismet Inönü           | Mohammad Reza Pahlavi                  | 24. Sep. 1964    |
| 29. Sep. 1964            | Necdet Kent                |             | Ismet Inönü           | Mohammad Reza Pahlavi                  | 27. Apr. 1967    |
| 24. Apr. 1967            | Taha Carim                 |             | Suad Hayri Ürgüplü    | Mohammad Reza Pahlavi                  | 3. Aug. 1969     |
| 16. Sep. 1969            | Namık Yolga                |             | Suad Hayri Ürgüplü    | Mohammad Reza Pahlavi                  | 5. Nov. 1972     |
| 27. Nov. 1972            | Sadi Eldem                 |             | Ferit Melen           | Mohammad Reza Pahlavi                  | 10. Apr. 1975    |
| 24. Mai 1975             | Rahmi Gümrükçüoglu         |             | Süleyman Demirel      | Mohammad Reza Pahlavi                  | 26. Juli 1978    |
| 2. Sep. 1978             | Turgut Tülümen             |             | Mustafa Bülent Ecevit | Mohammad Reza Pahlavi                  | 15. Nov. 1980    |
| 15. Nov. 1980            | Tansug Bleda               |             | Bülent Ulusu          | Abolhassan Banisadr                    | 15. Sep. 1983    |
| 27. Sep. 1983            | A. Ismet Birsel            |             | Turgut Özal           | Ali Chamene’i                          | 16. Dez. 1986    |
| 1. Jan. 1987             | Volkan Vural               |             | Turgut Özal           | Ali Chamene’i                          | 12. Sep. 1988    |
| 12. Sep. 1988            | Ömer E. Akbel              |             | Turgut Özal           | Ali Chamene’i                          | 8. Nov. 1991     |
| 29. Nov. 1991            | Korkmaz Haktanir           |             | Mesut Yılmaz          | Ali Akbar Haschemi Rafsandschani       | 20. März 1994    |
| 31. März 1994            | A. Mithat Balkan           |             | Tansu Çiller          | Ali Akbar Haschemi Rafsandschani       | 31. Okt. 1996    |
| 31. Okt. 1996            | Osman Korutürk             |             | Necmettin Erbakan     | Ali Akbar Haschemi Rafsandschani       | 6. März 1997     |
| 1. März 1998             | Sencar Özsoy               |             | Mesut Yılmaz          | Mohammad Chatami                       | 17. Juli 1999    |
| 1. Aug. 1999             | Turan Morali               |             | Bülent Ecevit         | Mohammad Chatami                       | 28. Nov. 2001    |
| 11. Dez. 2001            | Selahattin Alpar           |             | Bülent Ecevit         | Mohammad Chatami                       | 18. März 2004    |
| 31. März 2004            | Bozkurt Aran               |             | Recep Tayyip Erdoğan  | Mohammad Chatami                       | 19. Jan. 2006    |
| 15. Feb. 2006            | Hüsnü Gürcan Türkoglu      |             | Recep Tayyip Erdoğan  | Mahmud Ahmadinedschad                  | 31. Okt. 2007    |
| 7. Mai 2008              | Selim Karaosmanoglu        |             | Recep Tayyip Erdoğan  | Mahmud Ahmadinedschad                  | 16. Feb. 2010    |
| 16. Feb. 2010            | Ümit Yardım                |             | Recep Tayyip Erdoğan  | Mahmud Ahmadinedschad                  |                  |